# عين النخيل
عين النخيل قرية سوريّة تتبع إداريّاً لمحافظة حلب منطقة منبج ناحية مركز منبج، بلغ تعداد سكانها 661 نسمة حسب التعداد السكاني لعام 2004.